# کرکان بالا
کرکان بالا (اراک)، روستایی از توابع بخش مرکزی شهرستان فراهان در استان مرکزی ایران است.

## جمعیت
این روستا در دهستان ساروق قرار دارد و براساس سرشماری مرکز آمار ایران در سال ۱۳۸۵، جمعیت آن ۷۶ نفر (۲۶خانوار) بوده است.

## فولکلور و آثار تاریخی
داستانهای معروف این خطه که معمولاً پدر و مادربزرگها برای فرزندان خود بازگو می‌کردند عبارتند از: هفت برادران، ملک جمشید و ملک خورشید، ملک ابراهیم، راه و بیراه، خاله نازنازو.
ضرب‌المثل‌ها: شتر شاه خون دیده،
اصطلاحات رایج: شیرواره، باباجزنه، به تون، بی ورره،
مراسم تعزیه خوانی محرم هر روز دو نوبت ظهر و شب در مسجد یا فضای بیرون اجرا می‌گردد. فرزندان عبدالله غلامی و محمد رنجبر از تعزیه خوانهای ثابت این ده هستند.
مرحوم اسماعیل همتی که سالها نقش مثبت تعزیه را بر عهده داشت به اسماعیل امام در ده مشهور بود.
آثار تاریخی:
۱- تپه کرکان مربوط به سده‌های اولیه دوران‌های تاریخی پس از اسلام است و در شهرستان تفرش، بخش فراهان، دهستان فرمهین، روستای کرکان واقع شده و این اثر در تاریخ ۱۵ دی ۱۳۸۷ با شمارهٔ ثبت ۲۴۲۹۷ به‌عنوان یکی از آثار ملی ایران به ثبت رسیده است.
۲- تپه قلعه بلندی مربوط به سده‌های متاخر دوران‌های تاریخی پس از اسلام است و در شهرستان اراک، بخش مرکزی، دهستان ساروق، روستای کرکان پایین واقع شده و این اثر در تاریخ ۱۸ اسفند ۱۳۸۷ با شمارهٔ ثبت ۲۵۳۸۱ به‌عنوان یکی از آثار ملی ایران به ثبت رسیده است.
۳- مقبره امامزادگان لبابه خاتون و دو تن از فرزندان موسی کاظم در این روستا قرار دارد که در سالهای اخیر مورد مرمت و بازسازی قرار گرفته است.

## محصولات
محصولات این روستا انواع انگور، زردآلو و سایر میوه‌های درختی است که در باغهای خماری و شازده علی عمل می‌آید. قیصی و کشمش و شیره انگور از عمده فراورده‌های باغهای کرکان است.

## غذاها
دوگوله (دیزی)، دوگرمه (کله جوش، غذایی با کشک و مغز گردو)، آش ترخندوغ (ترخینه)، شاینه کباب، از غذاهای محبوب اهالی است.

## مشاغل
دامداری عمده روستا توسط حاج غلامرضا رشیدی و پسران ایشان انجام می‌گردد که گردش مالی فراوانی دارد. سایر اهالی نیز همچون حاج غلام همتی نیز به دامداری و کشاورزی و باغداری مشغولند.

## شورای اسلامی
مسعود امینی دهیار و آقایان رضا غلامی پور-عبدالله رحیمی-علی همتی اعضای جدید شورا می‌باشند.
مرحوم عبدالله غلامی سالها مسئولیت شورای ده را بر عهده داشت.

## سابقه تاریخی
قنات شاه پسند آب گوارایی دارد که توسط فتحعلی شاه قاجار نامگذاری شده است. این پادشاه در قسمت بالای رودخانه که به نام ایشان حمام شاه نامیده می‌شود به همراه سپاه استحمام کرده است.